# جان تارتالیا
جان تارتالیا (انگلیسی: John Tartaglia؛ زادهٔ ۱۶ فوریهٔ ۱۹۷۸) یک هنرپیشه، عروسک‌گردان، و خواننده اهل ایالات متحده آمریکا است.